# 7. Armee (Wehrmacht)
La 7ª Armata della Wehrmacht (in tedesco: 7. Armee) fu un'armata dell'Esercito tedesco attiva durante la Seconda guerra mondiale che venne creata nel 1939 e fu impiegata sul fronte occidentale, per poi essere fatta prigioniera dagli americani, dopo essersi ritirata in Germania, nel maggio del 1945.

## Storia
L'armata fu costituita il 25 agosto 1939 e garantiva la sicurezza del confine nell'Alto Reno. Dopo l'inizio della campagna di Francia rimase inizialmente sulla difensiva e solo durante la seconda fase della campagna sfondò la Linea Maginot, raggiungendo la sponda orientale del Reno, vicino ad Breisach e i bunker di Colmar, da dove inseguì e circondò circa 400.000 soldati francesi in Lorena. Dopo la fine della campagna fu impiegata come forza di occupazione in Francia orientale nel luglio 1940, con compiti di sicurezza costiera. Il 18 aprile 1941 fu trasferita sulla costa della Manica nella zona tra la Normandia e la Bretagna. L'armata si trovava esattamente nella zona dello sbarco in Normandia, del 6 giugno 1944 e dopo la fallita difesa alla fine di giugno aveva già perso 90.000 uomini, tra cui il comandante Friedrich Dollmann, che morì di infarto il 28 giugno. Alla fine di luglio gli Alleati riuscirono a sfondare a Avranches e gli americani invasero la Bretagna, avanzando verso la Loira e su Le Mans. Allo stesso tempo, la First United States Army, la Second Army e la First Canadian Army attaccarono a sud e costrinsero i tedeschi a ritirarsi e la 7. Armee fu circondata nella Sacca di Falaise, dove perse tutte le sue armi pesanti e 45.000 soldati tedeschi furono fatti prigionieri, mentre altri 10.000 furono uccisi. I resti dell'armata si ritirarono verso il confine tedesco e durante l'operazione Market Garden, difesero il confine a nord della Mosella, stabilizzando il fronte. A metà dicembre 1944, l'armata prese parte alla battaglia delle Ardenne, avanzando a sud di Bastogne verso Martelange e Celles, dove si fermò. La Third United States Army respinse la 7. Armee che riuscì a ritirarsi fino al confine del Reich, subendo pesanti perdite. All'inizio del 1945, l'armata si ritirò passando per Treviri, Coblenza, Magonza e Mannheim e dopo che gli Alleati ebbero attraversato il Reno, riuscì a scappare dalla Sacca della Ruhr, per poi combattere prima tra il Meno e Lahn, poi nella zona tra Spessart, Fulda, Gotha ed in Turingia fino alla zona tra Lipsia e Hof. Alla fine della guerra, i resti della 7. Armee furono fatti prigionieri dagli americani nella Foresta bavarese ed in Boemia.

## Ordine di battaglia
7. Armee 9 settembre 1939
- 215. Infanterie-Division
- 78. Infanterie-Division
- 212. Infanterie-Division

7. Armee 10 maggio 1940
- XXXIII. Armeekorps
- XXV. Armeekorps

7. Armee 3 luglio 1940
- I. Armeekorps
- VIII. Armeekorps
- XXXI. Höheres Kommando

7. Armee 30 aprile 1941
- XXV. Armeekorps
- LIX. Höheres Kommando
- XXXI. Höheres Kommando

7. Armee 18 gennaio 1942
- XXV. Armeekorps
- XXXI. Höheres Kommando
- 22. Panzer-Division

7. Armee 15 aprile 1942
- XXXV. Armeekorps
- XXXI. Höheres Kommando

7. Armee 17 giugno 1942
- XXV. Armeekorps
- LXXXIV. Armeekorps

7. Armee 16 novembre 1942
- XXV. Armeekorps
- LXXXVII. Armeekorps
- LXXXIV. Armeekorps

7. Armee 10 dicembre 1942
- XXV. Armeekorps
- LXXXVII. Armeekorps
- LXXXIV. Armeekorps
- 2. SS-Panzer-Division "Das Reich"

7. Armee 15 giugno 1944
- LXXXIV. Armeekorps
- XXXXVII. Panzerkorps
- I. SS-Panzerkorps

7. Armee 21 giugno 1944
- LXXXIV. Armeekorps
- II. Fallschirm-Korps
- XXXXVII. Panzerkorps
- I. SS-Panzerkorps

7. Armee 19 febbraio 1945
- LXXX. Armeekorps
- XIII. Armeekorps
- LIII. Armeekorps

7. Armee 7 maggio 1945
- XII. Armeekorps
- XIII. Armeekorps[1]

## Comandanti
- Generaloberst Friedrich Dollmann (25 agosto 1939 - 28 giugno 1944)
- SS-Oberst-gruppenführer Paul Hausser (29 giugno 1944 - 21 agosto 1944)
- General der Panzertruppen Hans von Funck (21 agosto 1944 - 22 agosto 1944)
- General der Panzertruppen Heinrich Eberbach (24 agosto 1944 - 31 agosto 1944)
- General der Panzertruppen Erich Brandenberger (31 agosto 1944 - 20 febbraio 1945)
- General der Infanterie Hans Felber (22 febbraio 1945 - 25 marzo 1945)
- General der Infanterie Hans von Obstfelder (25 marzo 1945 - 8 maggio 1945)[1]